# Meteorológiai Világszervezet
A Meteorológiai Világszervezet (World Meteorological Organization – WMO) 1950-ben vált szakosított intézménnyé.
A WMO elődje, a Nemzetközi Meteorológiai Szervezet (IMO) 1873-ban megalakult, mely 1950. március 23-án vált nemzetközi szervezetté, ekkortól nevezik WMO-nak.
Feladata, hogy az ivóvíz forrásairól, éghajlatváltozásról biztosítson hiteles információt. Időjárás-előrejelzési szolgáltatást kutat és vitelez is ki. (World Weather Watch) a világ időjárásának figyelése, (World Climate) a világ éghajlata programjával a terjedő szélsőséges időjárásokat (El Niño) kutatja. 253,8 millió dollár volt a 2004/2007 közötti időszaknak a költségvetése.
Az ENSZ minden év március 22-én tartja a víz világnapját. A meteorológia világnapja minden év március 23-án van, amely a World Meteorological Organization (WMO) megalakulására emlékeztet bennünket.

## Tagjai

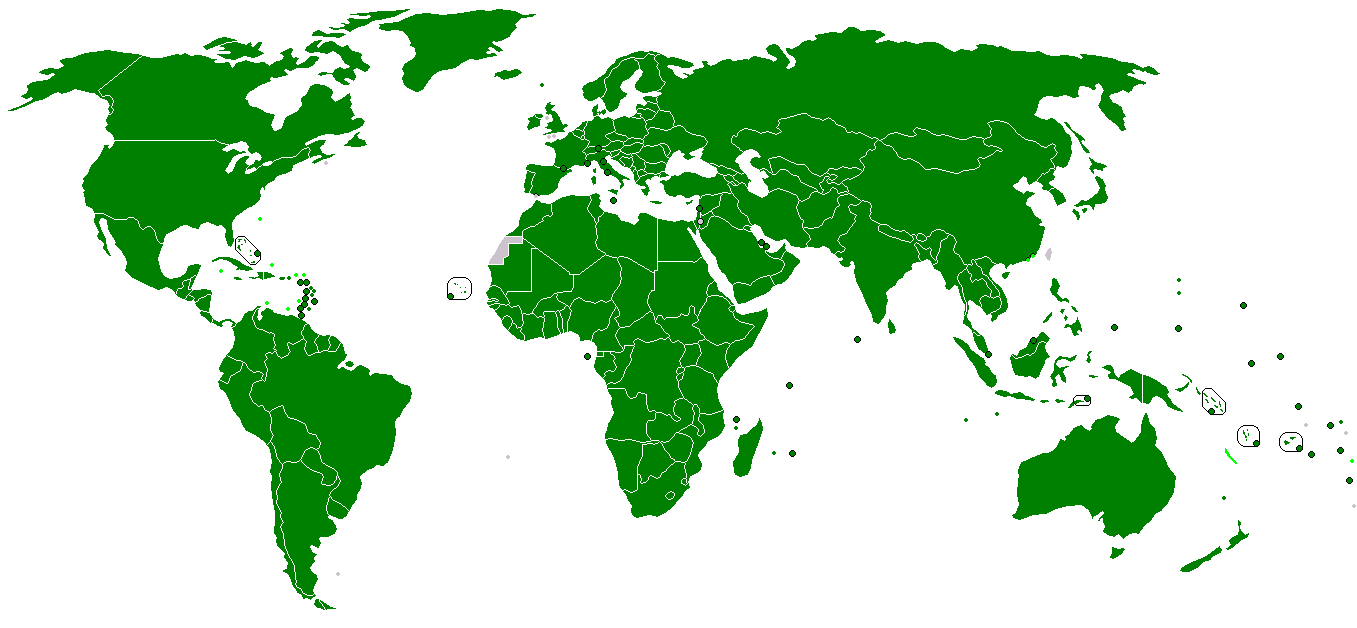
A WMO tagállamok

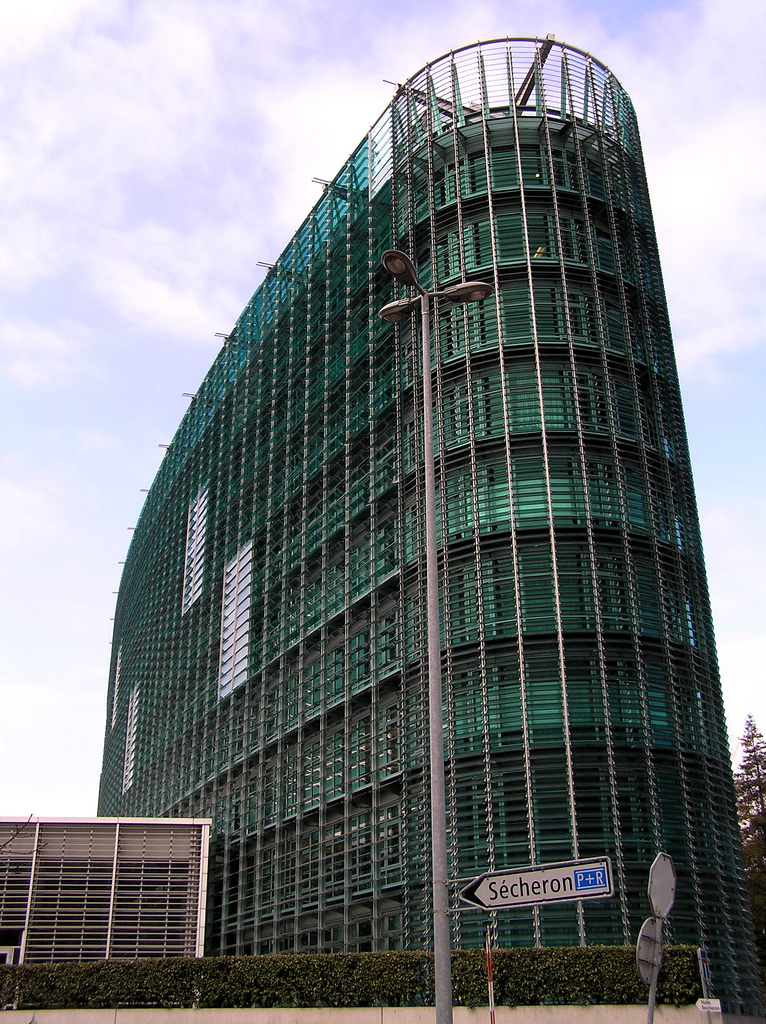
A Meteorológiai Világszervezet székháza, Genf

A Meteorológiai Világszervezetnek 181 állam a tagja. Mindegyik államnak saját szolgáltatása van az adott területeken. Négyévente tartanak Meteorológiai Világkongresszust, ellenben van egy 37 tagú végrehajtó tanács, mely minden évben ülést tart. Végrehajtó Tanácsa és az ENSZ Környezetvédelmi Program Bizottsága időnként közös tárgykörökön dolgozik.
| Tagállam                        | Csatlakozás dátuma   |
| ------------------------------- | -------------------- |
| Afganisztán                     | 1956. szeptember 11. |
| Albánia                         | 1957. július 29.     |
| Algéria                         | 1963. április 4.     |
| Angola                          | 1977. március 16.    |
| Antigua és Barbuda              | 1988. november 16.   |
| Argentína                       | 1951. január 2.      |
| Ausztrália                      | 1949. március 14.    |
| Ausztria                        | 1955. február 23.    |
| Azerbajdzsán                    | 1993. december 27.   |
| Bahama-szigetek                 | 1973. november 29.   |
| Bahrein                         | 1980. április 21.    |
| Banglades                       | 1973. augusztus 24.  |
| Barbados                        | 1967. március 22.    |
| Belgium                         | 1951. február 2.     |
| Belize                          | 1982. május 25.      |
| Benin                           | 1961. április 14.    |
| Bhután                          | 2003. február 11.    |
| Bissau-Guinea                   | 1977. december 15.   |
| Bolívia                         | 1954. május 15.      |
| Bosznia-Hercegovina             | 1994. június 1.      |
| Botswana                        | 1967. október 16.    |
| Brazília                        | 1950. március 15.    |
| Brunei                          | 1984. november 26.   |
| Bulgária                        | 1952. március 12.    |
| Burkina Faso                    | 1960. október 31.    |
| Burundi                         | 1962. október 30.    |
| Chile                           | 1957. május 9.       |
| Ciprus                          | 1963. április 11.    |
| Comore-szigetek                 | 1976. március 15.    |
| Cook-szigetek                   | 1995. október 18.    |
| Costa Rica                      | 1960. december 16.   |
| Csád                            | 1961. február 2.     |
| Csehország                      | 1993. január 25.     |
| Dánia                           | 1951. július 10.     |
| Dél-afrikai Köztársaság         | 1950. január 17.     |
| Dél-Korea                       | 1956. február 15.    |
| Dél-Szudán                      | 2012. december 14.   |
| Dominikai Közösség              | 1980. február 21.    |
| Dominikai Köztársaság           | 1949. szeptember 15. |
| Dzsibuti                        | 1978. június 30.     |
| Ecuador                         | 1950. június 7.      |
| Egyesült Arab Emírségek         | 1986. december 17.   |
| Egyesült Királyság              | 1948. december 14.   |
| Egyiptom                        | 1950. január 10.     |
| Elefántcsontpart                | 1960. október 31.    |
| Salvador                        | 1955. május 27.      |
| Eritrea                         | 1993. július 8.      |
| Észak-Korea                     | 1975. május 27.      |
| Észtország                      | 1992. augusztus 21.  |
| Etiópia                         | 1953. december 3.    |
| Fehéroroszország                | 1948. április 12.    |
| Fidzsi-szigetek                 | 1980. március 18.    |
| Finnország                      | 1949. január 7.      |
| Franciaország                   | 1949. december 5.    |
| Fülöp-szigetek                  | 1949. április 5.     |
| Gabon                           | 1961. június 5.      |
| Gambia                          | 1978. október 2.     |
| Ghána                           | 1957. május 6.       |
| Görögország                     | 1950. január 20.     |
| Grúzia                          | 1993. szeptember 1.  |
| Guatemala                       | 1952. március 21.    |
| Guinea                          | 1959. március 27.    |
| Guyana                          | 1966. november 22.   |
| Haiti                           | 1951. augusztus 14.  |
| Hollandia                       | 1951. szeptember 12. |
| Honduras                        | 1960. október 10.    |
| Horvátország                    | 1992. október 9.     |
| India                           | 1949. április 27.    |
| Indonézia                       | 1950. november 16.   |
| Irak                            | 1950. február 21.    |
| Irán                            | 1959 szeptember 30.  |
| Írország                        | 1950. március 14.    |
| Izland                          | 1948. január 16.     |
| Izrael                          | 1949. szeptember 30. |
| Jamaica                         | 1963. május 29.      |
| Japán                           | 1953. augusztus 11.  |
| Jemen                           | 1990. május 22.      |
| Jordánia                        | 1955. július 11.     |
| Kambodzsa                       | 1955. november 8.    |
| Kamerun                         | 1960. december 17.   |
| Kanada                          | 1950. július 28.     |
| Katar                           | 1975. április 4.     |
| Kazahsztán                      | 1993. május 5.       |
| Kelet-Timor                     | 2009. december 4.    |
| Kenya                           | 1964. június 2.      |
| Kína                            | 1972. február 25.    |
| Kirgizisztán                    | 1994. július 20.     |
| Kiribati                        | 2003. március 26.    |
| Kolumbia                        | 1962. január 5.      |
| Kongói Demokratikus Köztársaság | 1960. november 5.    |
| Kongói Köztársaság              | 1960. november 21.   |
| Közép-afrikai Köztársaság       | 1961. június 28.     |
| Kuba                            | 1952. március 4.     |
| Kuvait                          | 1962. december 1.    |
| Laosz                           | 1955. június 1.      |
| Lengyelország                   | 1950. május 16.      |
| Lesotho                         | 1979. augusztus 3.   |
| Lettország                      | 1992. május 15.      |
| Libanon                         | 1948. december 22.   |
| Libéria                         | 1974. február 7.     |
| Líbia                           | 1955. december 29.   |
| Litvánia                        | 1992. június 3.      |
| Luxemburg                       | 1952. október 29.    |
| Észak-Macedónia                 | 1993. június 1.      |
| Madagaszkár                     | 1960. december 15.   |
| Magyarország                    | 1951. február 15.    |
| Malajzia                        | 1958. május 19.      |
| Malawi                          | 1965. február 15.    |
| Maldív-szigetek                 | 1978. június 1.      |
| Mali                            | 1960. november 11.   |
| Málta                           | 1976. december 28.   |
| Marokkó                         | 1957. január 3.      |
| Mauritánia                      | 1961. január 23.     |
| Mauritius                       | 1969. július 17.     |
| Mexikó                          | 1949. május 27.      |
| Mianmar                         | 1949. augusztus 19.  |
| Mikronézia                      | 1995. szeptember 20. |
| Moldova                         | 1994. november 21.   |
| Monaco                          | 1996. április 9.     |
| Mongólia                        | 1963. április 4.     |
| Montenegró                      | 2006. december 6.    |
| Mozambik                        | 1976. június 21.     |
| Namíbia                         | 1991. február 6.     |
| Németország                     | 1954. június 10.     |
| Nepál                           | 1966. augusztus 12.  |
| Nicaragua                       | 1959. február 27.    |
| Niger                           | 1960. október 28.    |
| Nigéria                         | 1960. november 30.   |
| Niue                            | 1996. május 31.      |
| Norvégia                        | 1948. december 9.    |
| Olaszország                     | 1951. január 9.      |
| Omán                            | 1975. január 3.      |
| Örményország                    | 1992. szeptember 16. |
| Oroszország                     | 1948. április 2.     |
| Pakisztán                       | 1950. április 11.    |
| Panama                          | 1967. szeptember 12. |
| Pápua Új-Guinea                 | 1975. december 15.   |
| Paraguay                        | 1950. szeptember 15. |
| Peru                            | 1949. december 30.   |
| Portugália                      | 1951. január 15.     |
| Románia                         | 1948. augusztus 18.  |
| Ruanda                          | 1963. február 4.     |
| Saint Lucia                     | 1981. március 2.     |
| Salamon-szigetek                | 1985. május 6.       |
| São Tomé és Príncipe            | 1976. november 23.   |
| Seychelle-szigetek              | 1977. február 15.    |
| Sierra Leone                    | 1962. március 30.    |
| Spanyolország                   | 1951. február 27.    |
| Srí Lanka                       | 1951. május 23.      |
| Suriname                        | 1976. július 26.     |
| Svájc                           | 1949. február 23.    |
| Svédország                      | 1948. november 10.   |
| Szamoa                          | 1995. július 11.     |
| Szaúd-Arábia                    | 1959. február 26.    |
| Szenegál                        | 1960. november 1.    |
| Szerbia                         | 2001. február 21.    |
| Szingapúr                       | 1966. január 24.     |
| Szíria                          | 1952. július 16.     |
| Szlovákia                       | 1993. február 11.    |
| Szlovénia                       | 1992. augusztus 20.  |
| Szomália                        | 1964. március 2.     |
| Szudán                          | 1956. december 3.    |
| Szváziföld                      | 1982. november 2.    |
| Tádzsikisztán                   | 1993. augusztus 10.  |
| Tanzánia                        | 1962. szeptember 14. |
| Thaiföld                        | 1949. július 11.     |
| Togo                            | 1960. október 28.    |
| Tonga                           | 1996. február 25.    |
| Törökország                     | 1949. augusztus 5.   |
| Trinidad és Tobago              | 1963. február 1.     |
| Tunézia                         | 1957. január 22.     |
| Tuvalu                          | 2012. szeptember 22. |
| Türkmenisztán                   | 1992. december 4.    |
| Uganda                          | 1963. március 15.    |
| Új-Zéland                       | 1948. április 2.     |
| Ukrajna                         | 1948. április 12.    |
| Uruguay                         | 1951. január 11.     |
| USA                             | 1949. május 4.       |
| Üzbegisztán                     | 1992. december 23.   |
| Vanuatu                         | 1982. június 24.     |
| Venezuela                       | 1950. június 16.     |
| Vietnám                         | 1976. július 2.      |
| Zambia                          | 1964. december 28.   |
| Zimbabwe                        | 1981. január 12.     |
| Zöld-foki Köztársaság           | 1975. október 21.    |

## Programjai
1. World Weather Watch (Időjárási Világszolgálat): percenként adatokat dolgoz fel és jelentet meg közel 10 000 szárazföldi állomás, 7000 hajó, 300 bója, 9 műhold adatai alapján. Vészjelzéseket adnak trópusi ciklonok és nukleáris balesetek esetén.
2. World Climate Research (Éghajlati Kutatás): 1979-ben alakult alakult meg a program, mely főként az éghajlatváltozással foglalkozik, az IPCC jelentéseket készítik el.
3. Atmospheric Research and Environment (Légkörkutatás és Környezet): a légkör összetételét és felépítését, a klímaváltozást és trópusi ciklonokat kutatnak a programon belül. Ózonfigyelés zajlik folyamatosan 1950 óta, közel 140 állomással.
4. Applications of Meteorology (A Meteorológia Alkalmazásai): agro-, repülés-, tengeri meteorológia, oceanográfiai kutatásokat végeznek, 1977 óta elsivatagosodás elleni küzdelem a fő céljuk.
5. Hidrology and Water Resources (Hidrológia és Vízkészlet): A program célja a nemzetközi vízkészlet felügyelete, árvízvédelem.
6. Education and Training (Oktatás és Továbbképzés)
7. Technical Cooperation (Műszaki Együttműködés)
8. WMO Regional (Regionális Programok)

## Külső hivatkozások
- Hivatalos weboldal